# Paracloeodes atroari
Paracloeodes atroari is een haft uit de familie Baetidae. De wetenschappelijke naam van de soort is voor het eerst geldig gepubliceerd in 2006 door Nieto & Salles.
De soort komt voor in het Neotropisch gebied.